# Casino de Talca
El Casino de Talca, denominado también como Gran Casino Talca o Casino Talca, es un casino de juego chileno, ubicado en la ciudad de Talca, en la Región del Maule. Es el único casino de la región.
Cuenta con 499 posiciones de juego entre las que se encuentran 15 mesas de juego, 30 posiciones de bingo y 419 máquinas de azar. Además, cuenta con un hotel, restaurantes, pubs y salones de eventos.

## Historia
El Casino fue inaugurado el 26 de diciembre de 2008 y fue operado por la sociedad anónima «Casino Talca» hasta diciembre de 2023, fecha en que culminaría el contrato de concesión.
En septiembre de 2023, la Asociación Agrícola Central de Talca anunció un megaproyecto en los terrenos de FIMAULE, el cual implicaba la construcción de un nuevo casino de juegos y otros espacios de dispersión. La empresa Dreams, dueña de Monticello y otros casinos a lo largo de Chile, estaba implicada en la operación del casino.
En noviembre de 2023, la Superintendencia de Casinos de Juegos adjudicó a «Sociedad de Ríos Claros S.A» (representante de Dreams) la construcción y operación de un nuevo casino en la Región del Maule. Esto generó inquietud en los trabajadores del casino ya existente, pues dicha aprobación iba dirigida a la concesión del casino en los terrenos de FIMAULE, implicando el cierre del ya existente. Esta situación movilizó a autoridades locales y regionales, pues significaba la pérdida de aproximadamente trescientos puestos de trabajo directos, más otros indirectos.
A finales de diciembre de 2024, la Superintendencia de Casinos anunció la extensión del plazo para la continuidad de operaciones del antiguo casino por parte de «Casino de Juegos de Talca S.A», al menos hasta abril de 2024, como fecha de transición, cumpliendo con una serie de condiciones. Posteriormente se confirmaría una nueva extensión del plazo para el cierre del casino, postergándose finalmente hasta la apertura del nuevo.

## Descripción
Además del casino, el complejo arquitectónico cuenta con un hotel. Los usuarios cuentan con la posibilidad de adquirir planes para la utilización del hotel que les permiten acceder al casino, restaurantes e incluso a paseos hacia viñas y otros lugares cercanos. Dicho hotel cuenta con piscina, buffet y spa.
Además, el lugar cuenta con pubs y restaurantes de diversas temáticas, lo que ha permitido que se convierta en uno de los polos principales para la diversión nocturna en la ciudad.